# 10 de julho
10 de julho é o 191.º dia do ano no calendário gregoriano (192.º em anos bissextos). Faltam 174 dias para acabar o ano.

## Eventos históricos

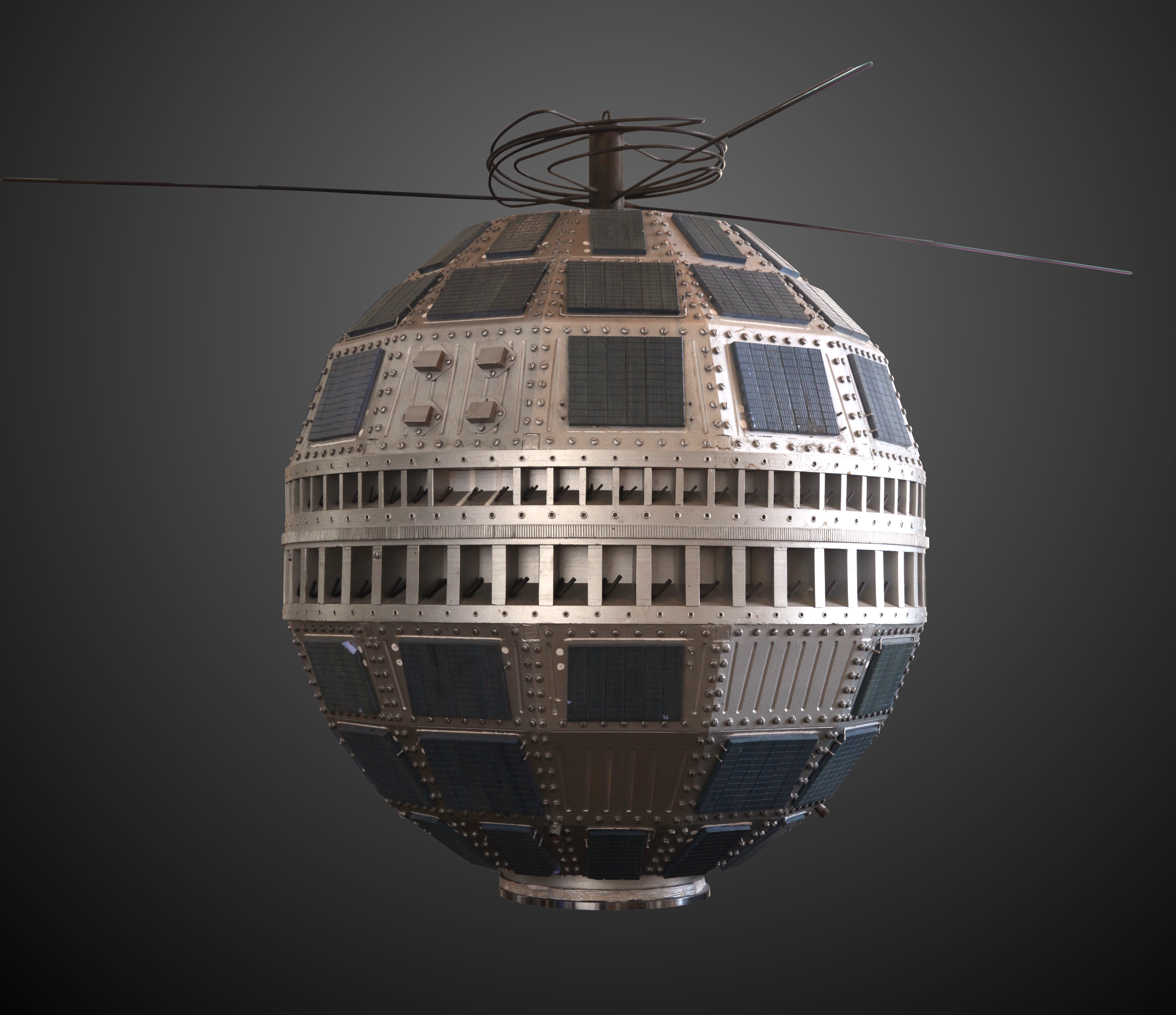
1962: Telstar, o primeiro satélite de comunicações do mundo

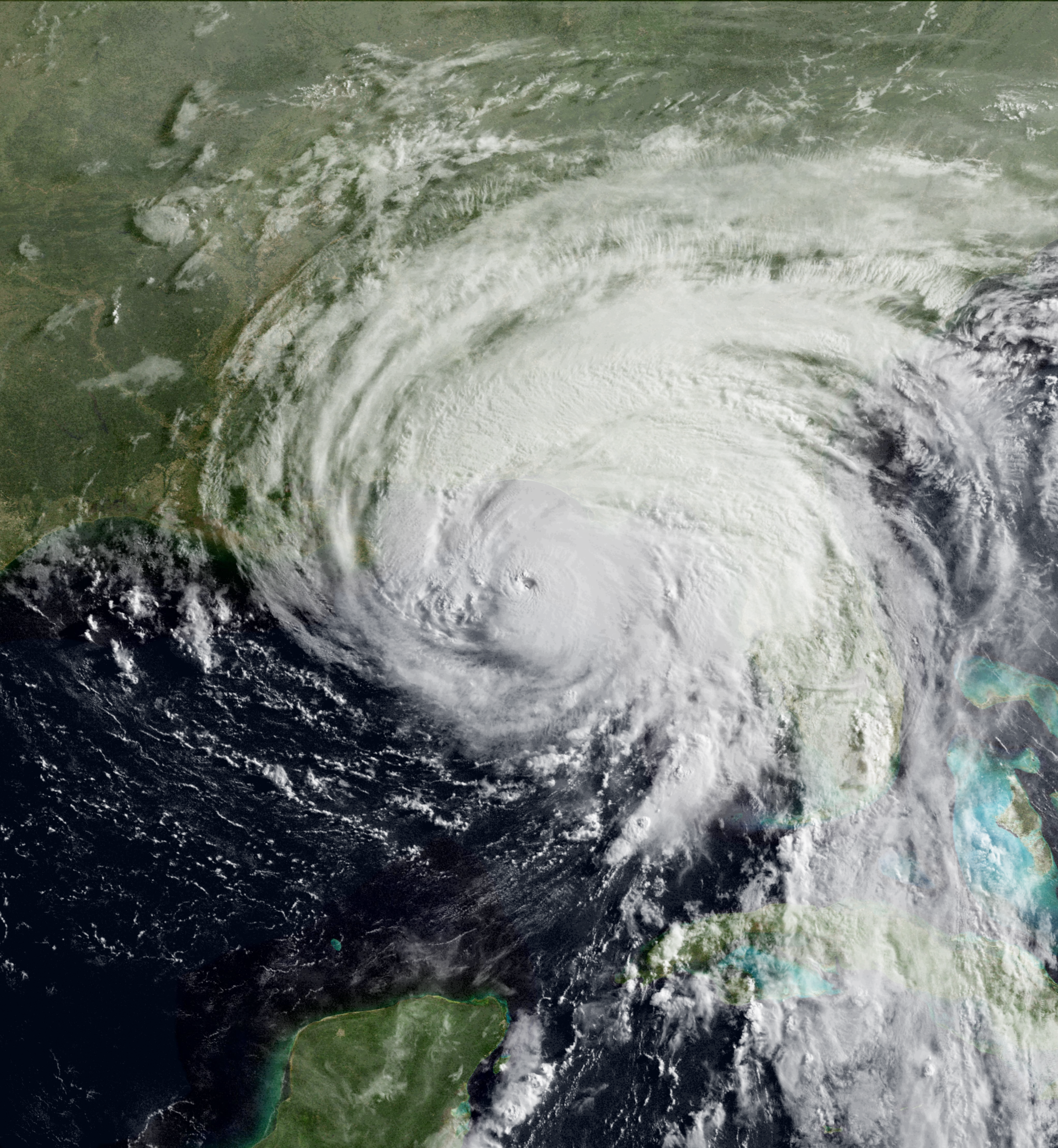
2005: O furacão Dennis

- 48 a.C. — Batalha de Dirráquio: Júlio César apenas evita uma derrota catastrófica de Pompeu na Macedônia.
- 0138 — O Imperador Adriano morre de insuficiência cardíaca em Baiae; é enterrado em Roma no Mausoléu de Adriano ao lado de sua falecida esposa, Víbia Sabina.
- 0645 — Incidente de Isshi: o então príncipe Naka-no-Ōe (futuro imperador Tenji do Japão) e Fujiwara no Kamatari assassinam Soga no Iruka durante um golpe de Estado no palácio imperial.
- 1086 — O rei Canuto IV da Dinamarca é morto por camponeses rebeldes.
- 1460 — Ricardo Neville, 16.º Conde de Warwick, derrota as forças lancastrianas do rei e toma prisioneiro Henrique VI na Batalha de Northampton.
- 1499 — O navegador português Nicolau Coelho retorna a Lisboa, após ter participado da expedição de Vasco da Gama que dobrou o Cabo da Boa Esperança e descobriu o caminho para a Índia.
- 1512 — A conquista espanhola da Navarra Ibérica começa com a captura de Goizueta.
- 1553 — Joana Grey assume o trono da Inglaterra.
- 1584 — Guilherme I, Príncipe de Orange é assassinado em sua casa em Delft, na Holanda, por Balthasar Gérard.
- 1668 — O notável bucaneiro Henry Morgan com uma força corsária inglesa desembarca em Porto Bello na tentativa de capturar a cidade espanhola fortificada e lucrativa.
- 1778 — Revolução Americana: Luís XVI da França declara guerra ao Reino da Grã-Bretanha.
- 1789 — Alexander Mackenzie atinge o delta do rio Mackenzie.
- 1850 — O presidente dos Estados Unidos, Millard Fillmore, toma posse após a morte de Zachary Taylor um dia antes.
- 1882 — Guerra do Pacífico: o Chile sofre sua última derrota militar na Batalha de La Concepción, quando uma guarnição de 77 homens é aniquilada por uma força peruana de 1 300 homens, muitos deles armados com lanças.
- 1883 — Guerra do Pacífico: os chilenos liderados por Alejandro Gorostiaga derrotam o exército peruano de Andrés Avelino Cáceres na Batalha de Huamachuco, apressando o fim da guerra.
- 1932 — Revolução Constitucionalista de 1932: o sul de Mato Grosso rebela-se contra o Governo Provisório do Presidente do Brasil Getúlio Vargas e funda o Estado de Maracaju.
- 1938 — Howard Hughes inicia um voo de avião de 91 horas pelo mundo que se tornará em um novo recorde.
- 1940 — Segunda Guerra Mundial: criado na França o governo de Vichy.
- 1942 — Segunda Guerra Mundial: um piloto americano vê um Mitsubishi A6M Zero na Ilha Akutan (o "Zero de Akutan") que a Marinha dos Estados Unidos usa para aprender as características de voo da aeronave.
- 1943 — Segunda Guerra Mundial: os aliados desembarcam na Sicília, na Operação Husky. Inicia-se a invasão da Itália.
- 1958 — Gravou-se Chega de Saudade canção escrita por Vinicius de Moraes que ficaria reconhecida como o marco inicial da bossa nova.
- 1962 — Telstar, o primeiro satélite de comunicações do mundo, é lançado em órbita.
- 1964 - The Beatles lançam seu terceiro álbum de estúdio, A Hard Day's Night.
- 1973 — As Bahamas obtêm independência total dentro da Comunidade das Nações.
- 1974 — Um Tupolev Tu-154 da EgyptAir para e cai no Aeroporto Internacional do Cairo, matando todas as seis pessoas a bordo.[1]
- 1978 — O presidente Moktar Ould Daddah da Mauritânia é deposto em um golpe de estado sem derramamento de sangue.
- 1985
  - O navio do Greenpeace Rainbow Warrior é bombardeado e afundado no porto de Auckland por agentes franceses da DGSE.
  - Um Tupolev Tu-154 da Aeroflot para e trava perto de Uchkuduk, Uzbequistão (então parte da União Soviética), matando todas as 200 pessoas a bordo no pior desastre aéreo de todos os tempos da União Soviética.
- 1991
  - A seleção sul-africana de críquete é readmitida no Conselho Internacional de Críquete após o fim do Apartheid.
  - Boris Iéltsin toma posse como o primeiro presidente eleito da Rússia.[2]
- 1992 — Em Miami, o ex-líder panamenho Manuel Noriega é condenado a 40 anos de prisão por tráfico de drogas e extorsão.[3]
- 1997 — Em Londres, cientistas relatam as descobertas da análise de DNA de um esqueleto de Neandertal que apoia a "hipótese da origem única" da evolução humana, colocando uma "Eva mitocondrial" entre 100 000 e 200 000 anos atrás.
- 2000
  - EADS, o segundo maior grupo aeroespacial do mundo é formado pela fusão da DaimlerChrysler Aerospace (DASA) da Alemanha, Aérospatiale da França e Construcciones Aeronáuticas (CASA) da Espanha.
  - Bashar al-Assad sucede a seu pai Hafez al-Assad como presidente da Síria.[4]
- 2002 — Em um leilão da Sotheby's, a pintura de Peter Paul Rubens, O Massacre dos Inocentes, é vendida por £ 49,5 milhões (US$ 76,2 milhões).
- 2005 — O furacão Dennis atinge o Panhandle da Flórida, causando bilhões de dólares em danos.
- 2008 — O ex-ministro do Interior da Macedônia, Ljube Boškoski, é absolvido de todas as acusações de crimes de guerra por um Tribunal das Nações Unidas.
- 2016 — A seleção Portuguesa conquista o Campeonato Europeu de Futebol pela primeira vez.
- 2017 — Guerra Civil Iraquiana: Mossul é declarada totalmente libertada do Estado Islâmico do Iraque e do Levante pelo governo do Iraque.
- 2018 — Resgatados vivos os quatro garotos restantes e seu treinador após dezoito dias presos na caverna de Tham Luang, Tailândia.
- 2019 — O último Volkswagen Fusca sai da linha em Puebla, México. O último dos 5 961 carros “Edição especial” ficará exibido em um museu.[5]
- 2020 — Santa Sofia, em Istambul, convertida novamente em mesquita por decreto do presidente da Turquia Recep Tayyip Erdoğan.[6]

## Nascimentos

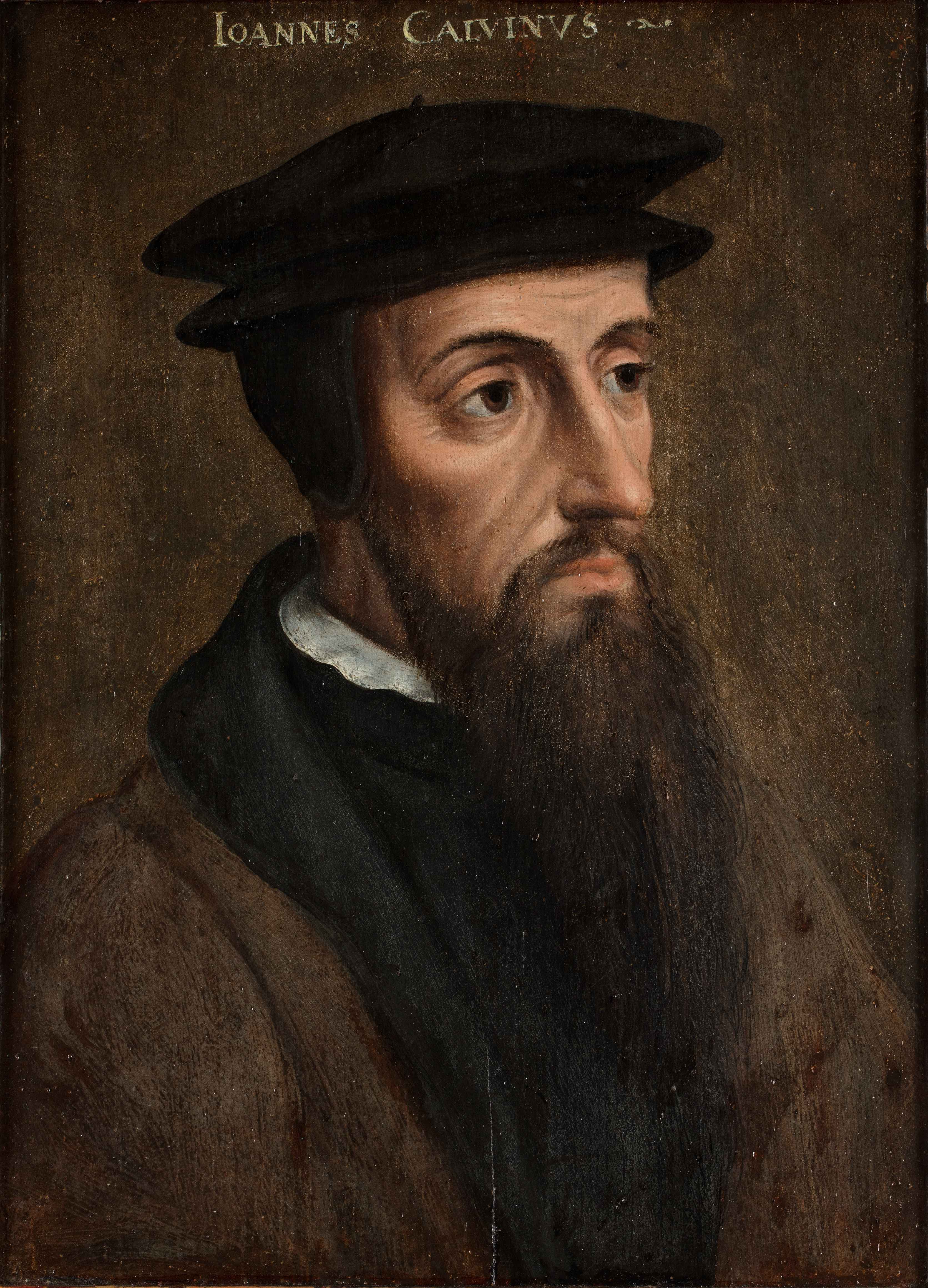
João Calvino

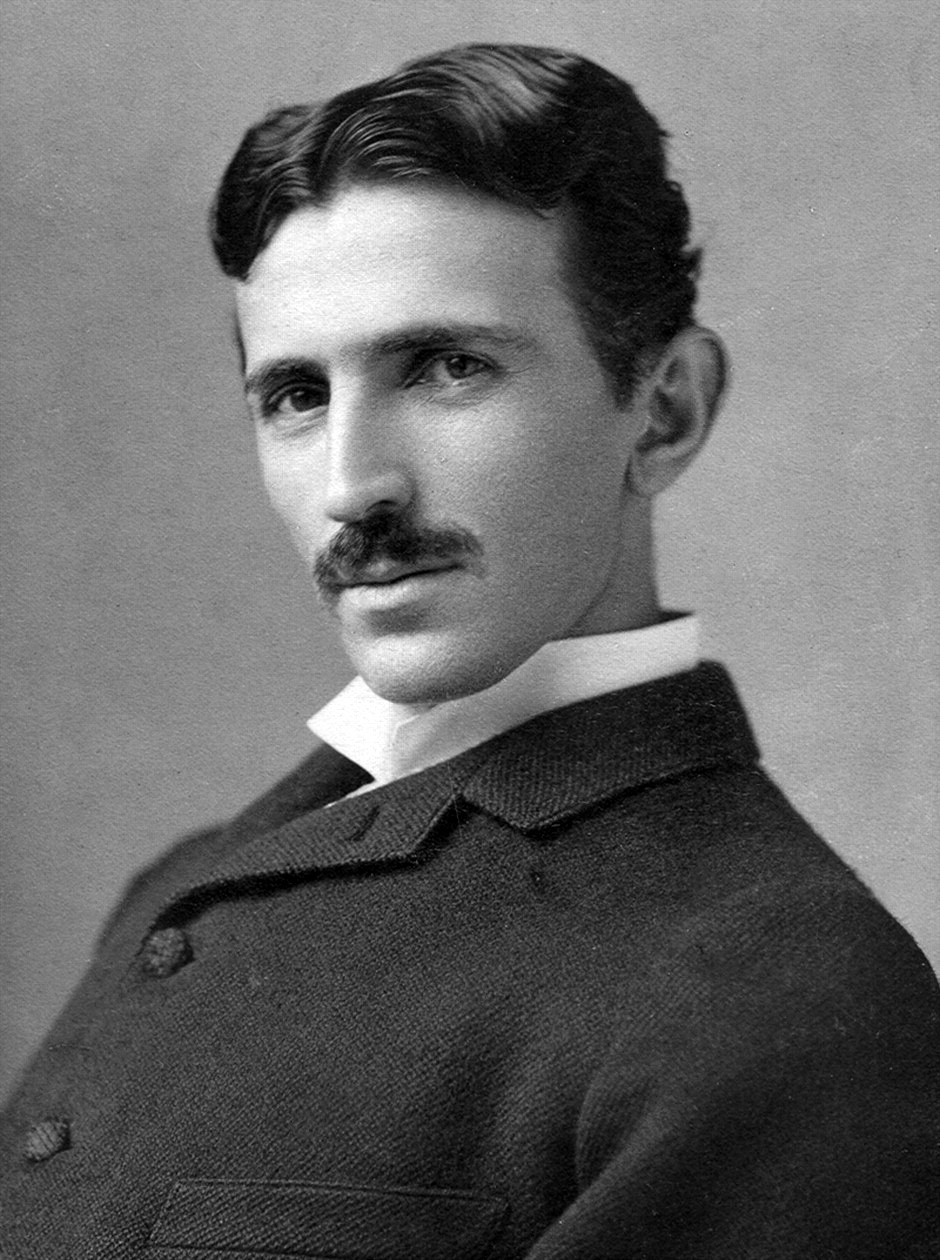
Nikola Tesla

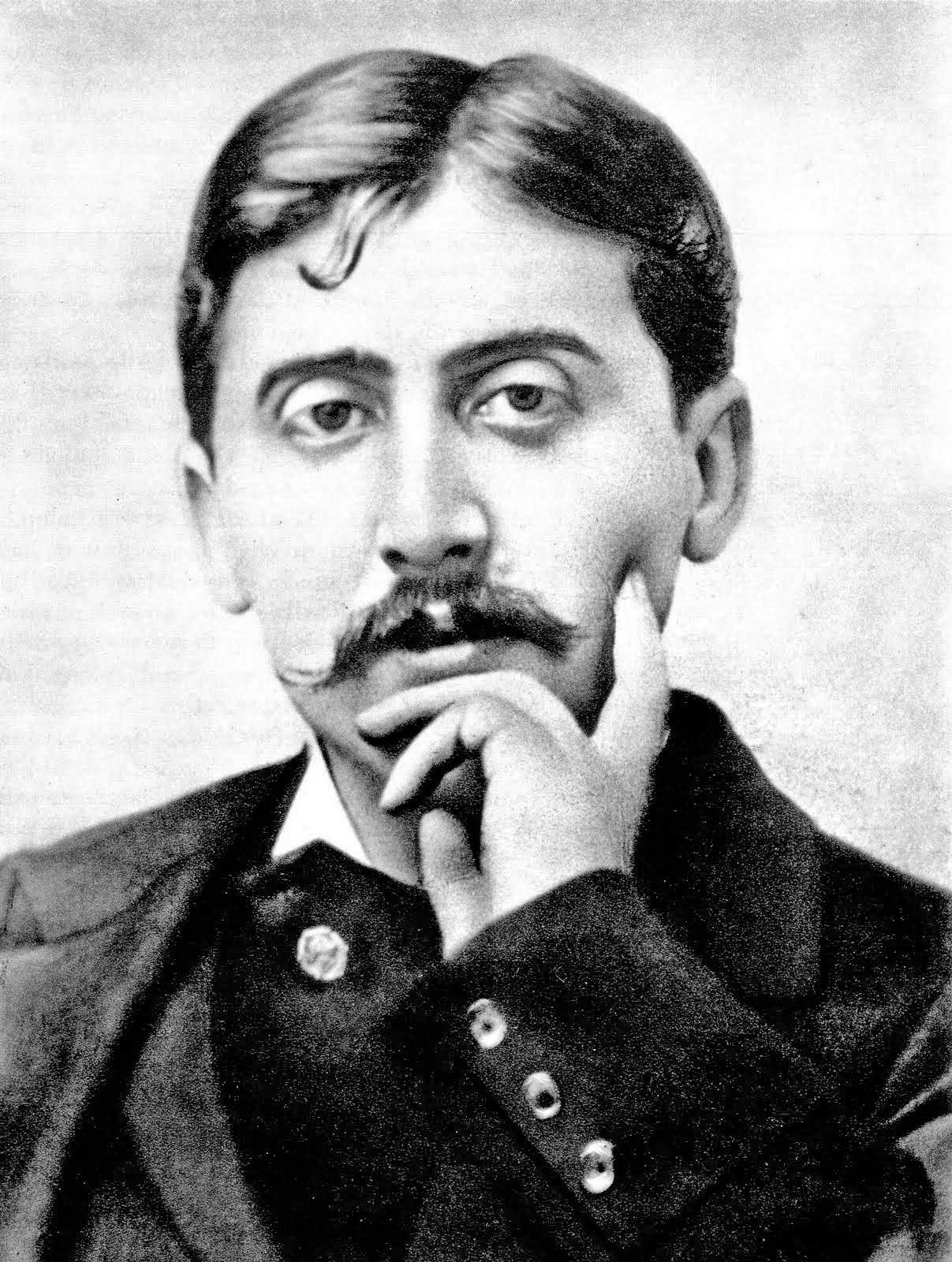
Marcel Proust

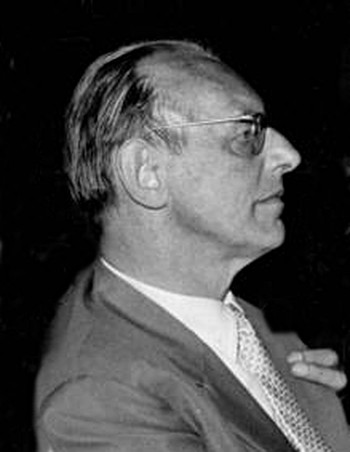
Carl Orff

Mestre Vitalino

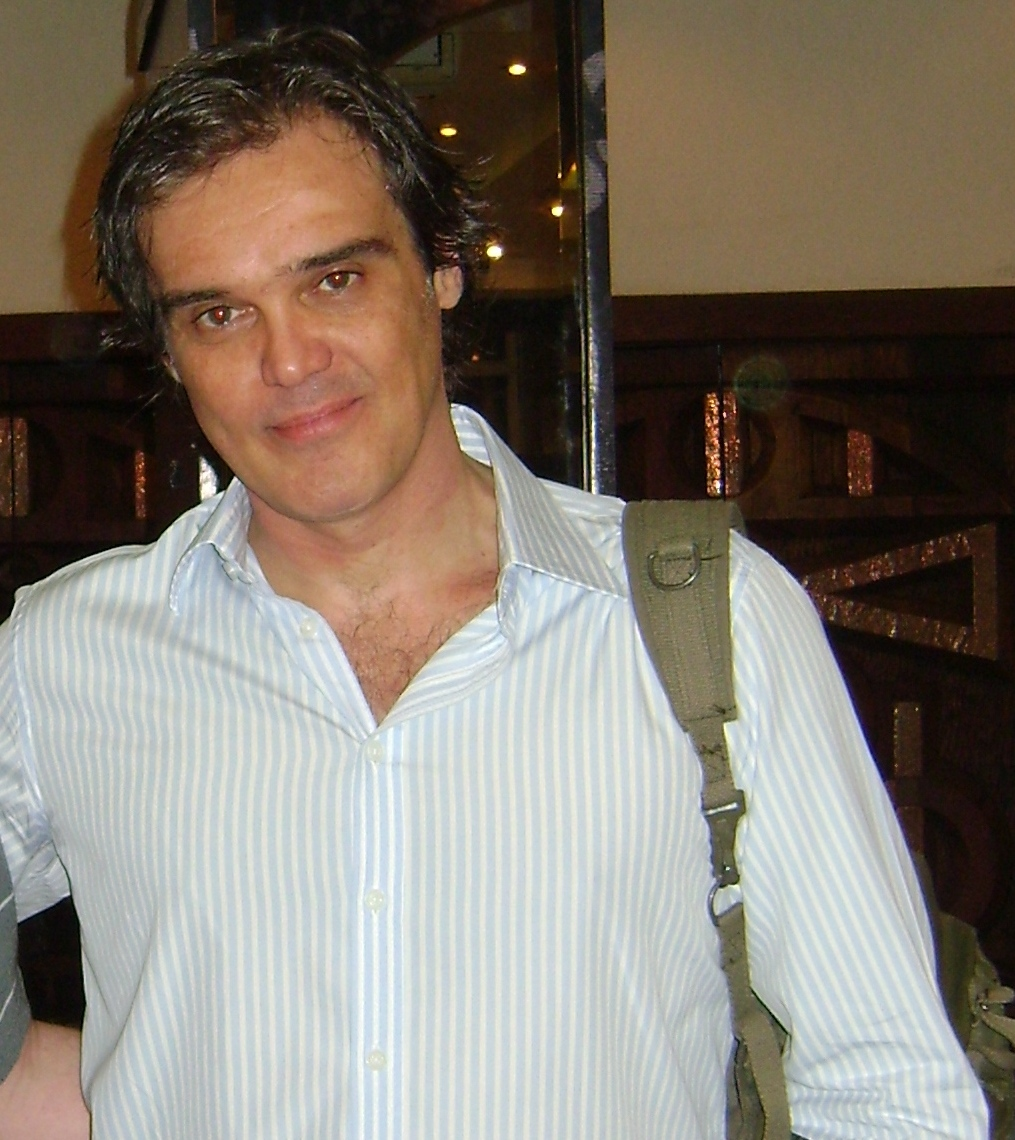
Dalton Vigh

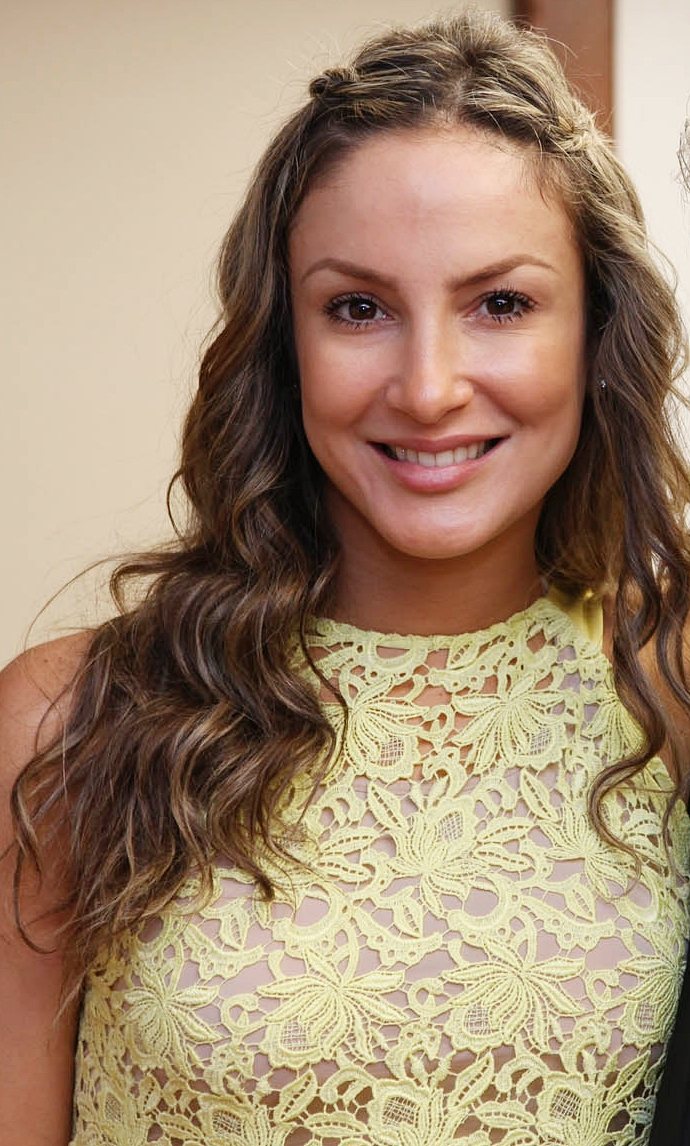
Claudia Leitte

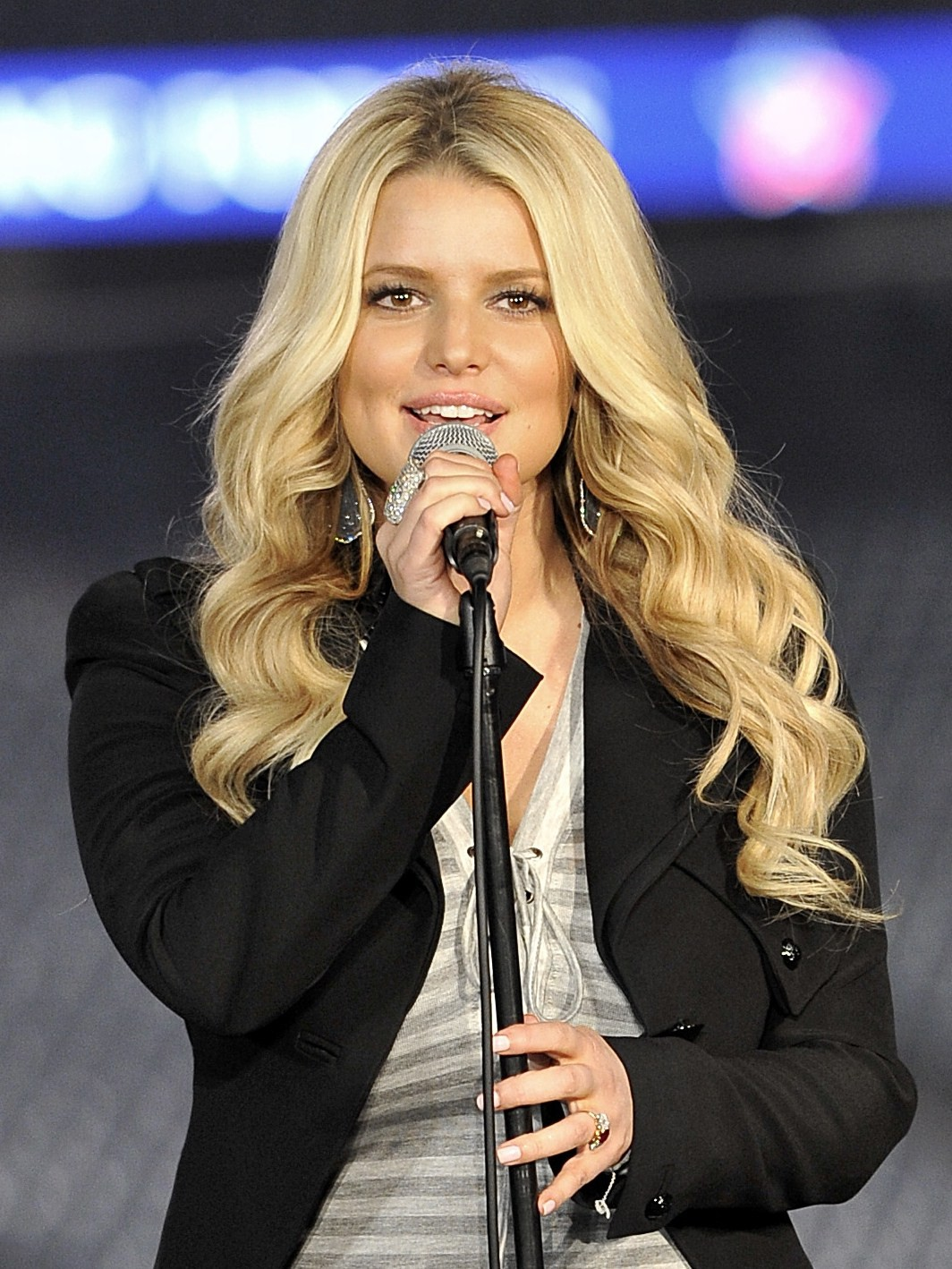
Jessica Simpson

### Anteriores ao século XIX
- 1419 — Go-Hanazono, imperador do Japão (m. 1471).
- 1452 — Jaime III da Escócia (m. 1488).
- 1509 — João Calvino, teólogo franco-suíço (m. 1564).
- 1515 — Francisco de Toledo, nobre e militar espanhol (m. 1584).
- 1517 — Odet de Coligny de Châtillon, cardeal francês (m. 1571).
- 1526 — Filipe III de Croÿ (m. 1595).
- 1533 — Antonio Possevino, legado papal e jesuíta (m. 1611).

- 1574 — Clara Maria da Pomerânia-Barth (m. 1623).
- 1592 — Pierre d'Hozier, genealogista e historiador francês (m. 1660).
- 1614 — Arthur Annesley, 1.º Conde de Anglesey, político anglo-irlandês (m. 1686).
- 1666 — John Ernest Grabe, teólogo alemão (m. 1711).
- 1682 — Roger Cotes, matemático francês (m. 1716).
- 1723 — William Blackstone, jurista britânico (m. 1780).
- 1736 — Maria Walpole, duquesa de Gloucester e Edimburgo (m. 1807).
- 1747 — Guilhermina Carolina da Dinamarca (m. 1820).
- 1759 — Pierre-Joseph Redouté, pintor e botânico francês (m. 1840).

### Século XIX
- 1802 — Robert Chambers, geólogo e editor escocês (m. 1871)
- 1809 — Friedrich August von Quenstedt, geólogo e paleontólogo alemão (m. 1889).
- 1819 — Alfred von Arneth, historiador e político austríaco (m. 1897).
- 1823 — Sanford Robinson Gifford, pintor norte-americano (m. 1880).
- 1830 — Camille Pissaro, pintor francês (m. 1903).
- 1832
  - Alvan Graham Clark, astrônomo estadunidense (m. 1897).
  - James McNeill Whistler, pintor norte-americano (m. 1903).
- 1836 — Henryk Wieniawski, compositor e violinista polonês (m. 1880).
- 1856 — Nikola Tesla, inventor servo-estadunidense (m. 1943).
- 1867 — Maximiliano de Baden, príncipe e político alemão (m. 1929).
- 1868 — João Batista Reus, sacerdote jesuíta alemão (m. 1947).
- 1871 — Marcel Proust, escritor francês (m. 1922).
- 1877 — Ernst Bresslau, zoólogo teuto-brasileiro (m. 1935).
- 1878 — Otto Freundlich, pintor e escultor alemão (m. 1943).
- 1883 — Johannes Blaskowitz, militar alemão (m. 1948).
- 1885 — Francisco Olazar, futebolista e treinador de futebol argentino (m. 1958).
- 1890 — Vera Inber, poetisa russa (m. 1972).
- 1895 — Carl Orff, compositor alemão (m. 1982).
- 1897
  - John Gilbert, ator norte-americano (m. 1936).
  - Manlio Brosio, político italiano (m. 1980).

### Século XX

#### 1901–1950
- 1902 — Kurt Alder, químico alemão (m. 1958).
- 1904 — Lili Damita, atriz francesa (m. 1994).
- 1905 — Wolfram Sievers, médico alemão (m. 1948).
- 1909 — Mestre Vitalino, escultor brasileiro (m. 1963).
- 1919 — Pierre Gamarra, poeta, escritor e dramaturgo francês (m. 2009).
- 1920 — Owen Chamberlain, físico norte-americano (m. 2006).
- 1921 — Jake LaMotta, pugilista norte-americano (m. 2017).
- 1925
  - Mahathir bin Mohamad, político malaio.
  - Vasco Granja, apresentador de televisão português (m. 2009).
  - Don Costa, produtor musical, arranjador e compositor norte-americano (m. 1985).
- 1927 — Don Revie, futebolista e treinador de futebol britânico (m. 1989).
- 1928 — Alejandro de Tomaso, automobilista ítalo-argentino (m. 2003).
- 1935
  - Myriam Pérsia, atriz brasileira.
  - Patricia Dineen, patinadora artística americana (m. 1961).
- 1936 — Alysson Paolinelli, agrônomo e político brasileiro (m. 2023)
- 1942 — Ronnie James Dio, músico norte-americano (m. 2010).
- 1943 — Arthur Ashe, tenista norte-americano (m. 1993).
- 1945
  - Eliezer Motta, ator e humorista brasileiro.
  - Jandira Martini, atriz e produtora brasileira (m. 2024).
  - Virginia Wade, ex-tenista britânica.
  - Daniel Ona Ondo, político gabonês.
- 1946
  - Jean-Pierre Jarier, ex-automobilista francês.
  - Henryk Kasperczak, ex-futebolista e treinador de futebol polonês.
- 1950 — Mario Soto, ex-futebolista e treinador de futebol chileno.

#### 1951–2000
- 1951 — Rajnath Singh, político indiano.
- 1953
  - Leonid Buryak, ex-futebolista e treinador de futebol ucraniano.
  - Isako Takamado princesa japonesa.
- 1954
  - Lim Kay Tong, ator, apresentador e jornalista singapurense.
  - Neil Tennant, cantor britânico.
- 1956 — Frank Stapleton, ex-futebolista e treinador de futebol da Irlanda.
- 1957 — Cindy Sheehan, ativista estadunidense.
- 1958 — Fiona Shaw, atriz irlandesa.
- 1959 — Luc Pillot, velejador francês.
- 1961 — Jacky Cheung, cantor e ator chinês.
- 1962 — Jaime Magalhães, ex-futebolista português.
- 1963 — Mats Magnusson, ex-futebolista sueco.
- 1964
  - Dalton Vigh, ator brasileiro.
  - Eloy Olaya, ex-futebolista espanhol.
- 1965 — Alec Mapa, ator, comediante e escritor filipino-americano.
- 1966 — Gina Bellman, atriz neozelandesa.
- 1967 — Silvetty Montilla, drag queen, ator, humorista, apresentador e repórter brasileiro.
- 1968 — Hassiba Boulmerka, atleta argelina.
- 1969 — Gale Harold, ator norte-americano.
- 1970 — John Simm, ator inglês.
- 1971 — Ibaneis Rocha, advogado e político brasileiro
- 1972 — Sofía Vergara, modelo e atriz colombiana.
- 1974 — Imelda May, cantora irlandesa.
- 1975 — Ibrahim Al-Harbi, ex-futebolista saudita.
- 1976
  - Ludovic Giuly, futebolista francês.
  - Edmílson, ex-futebolista brasileiro.
  - Adrian Grenier, ator norte-americano.
  - Lars Ricken, ex-futebolista alemão.
- 1977 — Chiwetel Ejiofor, ator britânico.
- 1978 — Jesse Lacey, músico estadunidense.
- 1979 — Lucjan Karasiewicz, político polones.
- 1980
  - Cláudia Leitte, cantora brasileira.
  - Jessica Simpson, cantora, compositora e atriz norte-americana.
  - Ezequiel González, futebolista argentino.
  - José Anilton Júnior, futebolista brasileiro.
  - Bruno Magalhães, automobilista português.
- 1981 — VenomExtreme, youtuber brasileiro.
- 1982 — Solveig Vitanza, política norueguesa.
- 1983
  - Jacobo, futebolista espanhol.
  - Kim Heechul, cantor, ator e apresentador sul-coreano.
- 1984
  - Mark González, futebolista chileno.
  - Eduardo Bolsonaro, político brasileiro.
- 1985
  - Mario Gómez, futebolista alemão.
  - Park Chu-young, futebolista sul-coreano.
- 1986 — Wyatt Russell, ator estadunidense.
- 1989
  - Alan Carvalho, futebolista brasileiro.
  - Carlos Zambrano, futebolista peruano.
- 1990 — Elliot Knight, ator britânico.
- 1991
  - Atsuko Maeda, cantora japonesa.
  - Carol Duarte, atriz brasileira.
  - Maria Chacón, atriz e cantora mexicana.
  - Nikita Katsalapov, patinador artístico russo.
- 1992
  - Gabriel Girotto, futebolista brasileiro.
  - Nego do Borel, cantor brasileiro.
  - Paloma Poeta, jornalista brasileira.
- 1993
  - Jiří Veselý, tenista tcheco.
  - Perrie Edwards, cantora, dançarina e compositora britânica.
- 1994
  - Iuri Medeiros, futebolista português.
  - Marciele Albuquerque, dançarina e ativista brasileira.
- 1995 — Noppanut Guntachai, ator e modelo tailandês.
- 1996 — Moon Ga-young, atriz sul-coreana.
- 1997 — Alba Baptista, atriz portuguesa.
- 1998
  - Haley Pullos, atriz norte-americana.
  - Angus Cloud, ator norte-americano (m.2023).
- 1999 — Peruth Chemutai, atleta ugandense.
- 2000 — Daniel Peretz, futebolista israelense.

### Século XXI
- 2001 — Isabela Merced, atriz e cantora norte-americana.
- 2002 — Gabriel Delfim, futebolista brasileiro.
- 2005 — Nick Wayne, wrestler norte-americano.

## Mortes

### Anteriores ao século XIX
- 138 — Adriano, imperador romano (n. 76).
- 645 — Soga no Iruka, político japonês
- 649 — Taizong de Tang, imperador da China (n. 598).
- 983 — Papa Bento VII (n. 930).
- 992 — Leopoldo I, Marquês da Áustria (n. 932).
- 1099 — O Cid, nobre guerreiro castelhano (n. 1043).
- 1103 — Érico I da Dinamarca (n. 1056).
- 1290 — Ladislau IV da Hungria (n. 1262).
- 1460 — Humphrey Stafford, 1.º Duque de Buckingham (n. 1402).
- 1461 — Tomás da Bósnia, rei da Bósnia (n. 1412).
- 1510 — Catarina Cornaro, rainha do Chipre (n. 1454).

- 1559 — Henrique II de França (n. 1519).
- 1584 — Guilherme I, Príncipe de Orange (n. 1533).
- 1590 — Carlos II da Áustria (n. 1540).

### Século XIX
- 1839 — Fernando Sor, compositor e violonista espanhol (n. 1778).
- 1851 — Louis Jacques Mandé Daguerre, pintor, físico e inventor francês (n. 1787).
- 1882 — Gonçalves de Magalhães, médico, político e poeta brasileiro (n. 1811).
- 1884 — Paul Morphy, enxadrista estadunidense (n. 1837).

### Século XX
- 1902 — Gottlieb Mueller, empresário suíço-brasileiro (n. 1843).
- 1912 — Adolf Deucher, político suíço (n. 1831).
- 1938 — Alexander Zaïd, sionista russo (n. 1886).
- 1957 — Walter Jakobsson, patinador artístico finlandês (n. 1882).
- 1970 — Augusto Meyer, jornalista, ensaísta e poeta brasileiro (n. 1902).
- 1980 — Francisco Rebolo, pintor brasileiro (n. 1902).
- 1982 — Jackson do Pandeiro, músico brasileiro (n. 1919).
- 1997 — Ivor Allchurch, futebolista galês (n. 1929).
- 1998 — Elijah Pitts, jogador profissional de futebol americano estadunidense (n. 1938).
- 2000 — Gertrud Arndt, fotógrafa, especialista têxtil e designer alemã (n. 1903).

### Século XXI
- 2001 — Álvaro Magaña, político salvadorenho (n. 1925).
- 2003 — Manuel Vasques, futebolista português (n. 1926).
- 2004 — Maria de Lourdes Pintasilgo, política portuguesa (n. 1930).
- 2006 — Randal Juliano, jornalista e radialista brasileiro (n. 1925).
- 2007 — Yolanda Cardoso, atriz brasileira (n. 1928).
- 2008 — Bernard Cahier, fotojornalista francês (n. 1927).
- 2012 — Viktor Suslin, compositor russo (n. 1942).
- 2015
  - Omar Sharif, ator egípcio (n. 1932).
  - Hussien Fatal, rapper americano (n. 1977).
- 2017 — Elvira Vigna, escritora, ilustradora e jornalista brasileira (n. 1947).
- 2019 — Paulo Henrique Amorim, jornalista, blogueiro, empresário e apresentador de televisão brasileiro (n. 1942).
- 2020 — Alfredo Sirkis, jornalista, escritor e ex-político brasileiro (n. 1950).

## Feriados e eventos cíclicos

### Internacional
- Dia Mundial da Lei
- Dia Mundial da Pizza

### Portugal
- Feriado Municipal de Miranda do Douro

### Brasil
- Aniversário do município de Sousa - Paraíba
- Aniversário do município de Pindamonhangaba - São Paulo
- Aniversário do município de Bananal - São Paulo
- Aniversário do município de Rio das Pedras - São Paulo
- Dia da Saúde Ocular
- Dia do Engenheiro de Minas
- Dia Estadual do Frescobol (Rio de Janeiro)

### Cristianismo
- Amalberga de Maubeuge
- Irmãos Massabki
- Mártires de Damasco
- Verônica Giuliani
- Vitória, Anatólia e Audax

### Mitologia nórdica
- Dia de Holda, senhora das bruxas

## Outros calendários
- No calendário romano era o 6.º dia (VI) antes dos idos de julho.
- No calendário litúrgico tem a letra dominical B para o dia da semana.
- No calendário gregoriano a epacta do dia é xvii.